# Rhytidoidei
Rhytidoidei zijn een infraorde van weekdieren uit de klasse van de Gastropoda (slakken).

## Superfamilies
- Rhytidoidea Pilsbry, 1893
  - = Acavoidea Pilsbry, 1895